# L'Abbaye truquée
L'Abbaye truquée, par Jean-Claude Fournier, est la soixante-dixième histoire et le vingt-deuxième album de la série Spirou et Fantasio. Elle est publiée pour la première fois dans Spirou du no 1743 au no 1766.

## Résumé
Alors qu'ils accueillent Itoh Kata chez eux pour fêter leur victoire sur le Triangle (voire l'album Du glucose pour Noémie), Spirou et Fantasio voient se présenter chez eux Charles Atan et son acolyte Renaldo, qui ont le culot de leur inviter à devenir membres du Triangle. Spirou et Fantasio chassent ces deux personnages de chez eux mais se font piéger par un objet que Charles Atan et Renaldo ont laissé. En effet, ils ont laissé un chapeau noir sous lequel était cachée une bombe. Cette bombe qui explose ne détruit rien mais disperse des bonbons qu'elle contenait, que les héros mangent par imprudence alors qu'ils contenaient un somnifère. Spirou, Fantasio et Itoh Kata s'endorment aussitôt, laissant la maison à la merci de Charles Atan et Renaldo qui reviennent.
Spirou et Fantasio se réveillent trop tard, constatant l’enlèvement d’Itoh Kata par les survivants du Triangle. Cependant ils retrouvent la trace des bandits grâce à la marque du chapeau qu’ils ont laissé, en interrogeant l’agence qui les vend. Ainsi, ils apprennent que les bandits vivraient à la « ferme l’Alourde » dans la bourgade de Peigneboeufs-les Choux. Fantasio est dubitatif, pensant que Le Triangle n’aurait pas laissé une piste aussi bête mais Spirou insiste. En interrogeant des habitants dans un bar de Berg-en-Brousse sur la localisation de la ferme, certains leur déconseillent d’y aller, prétendant que celle-ci est hantée. Ils vont tout de même à Peigneboeuf-les-Choux, un village ruiné et déserté.
Ils aboutissent finalement dans une vieille abbaye située dans un village abandonné. Charles Atan pense que le repaire du Triangle ne peut pas être trouvé. Mais il est alerté de la présence d’intrus dans le secteur lorsque Spirou tire une canne qui est accrochée au sol, ce qui déclenche un coucou faisant office d’alarme à l’intérieur des murs de l’abbaye. Néanmoins lorsque Charles Atan regarde à travers une longue vue dissimulée qu’il appele périscope, il voit éberlué… Itoh Kata. Itoh Kata qui est un illusionniste et qui se défait facilement des cordes quand on le ligote, narguant Renaldo, a réussi de plus à enfermer les six hommes du Triangle qui le surveillaient. Avant que ceux-ci, libérés par Renaldo, ne reviennent l’attraper, Spirou a vu Itoh Kata sur la tour où figurait le périscope, avant que celui-ci ne disparaisse ; pas Fantasio en revanche qui continue à arguer que l’abbaye et la ferme sont des fausses pistes.
Cependant Spirou insiste pour monter sur la tour d’autant qu’il trouve un mégot récemment utilisé prouvant qu’il y a bien quelqu’un dans les parages. C’est là que Charles Atan, faisant une dernière vérification au périscope, s’aperçoit effaré que Spirou et Fantasio sont bien là. Spirou et Fantasio s’aperçoivent bientôt que Spip a disparu. En fait, il a été entrainé à l’intérieur des murs de l’abbaye lorsqu’en urgence après avoir aperçu Spirou et Fantasio, Charles Atan a rabaissé le périscope où Spip s’était accroché. Avec la disparition de Spip, Fantasio change enfin d'avis.
Pendant ce temps, les ravisseurs de Kata sont encore incapables de le garder prisonnier très longtemps, même quand il est enfermé dans un coffre. Charles Atan donne l'ordre à quatre des malfrats du Triangle de retrouver les intrus. Cependant, les deux héros surpris par les quatre hommes parviennent à s'échapper car Charles Atan fait descendre un haut-parleur pour donner un ordre dans une galerie souterraine; et ce haut-parleur assomme malencontreusement l'un des bandits qui était armé. De rage, le bandit donne un coup de pied dans le haut-parleur, ce qui entraine la redescente de la commande de celui-ci qui assomme alors Renaldo dans la salle de contrôle où est Charles Atan. Renaldo s'en remet rapidement et curieux de l'incident, va voir les autres malfrats dans la galerie. Sur le chemin, il trouve les chapeaux de Charles Atan et Itoh Kata que Fantasio a laissé tomber dans la fuite. Mais les chapeaux d'Itoh Kata sont magiques, faisant apparaitre des pigeons et des lapins, ce qui énerve et perturbe Charles Atan. Renaldo sait grâce à des écouteurs dissimulés dans les galeries où sont Spirou et Fantasio et abaisse une herse pour leur barrer le chemin. Cependant la herse est lourde et Renaldo est entrainé avec la corde qui maintenait la herse élevée. Accrochée à celle-ci, il est suspendu en l'air. Spip profite de la confusion pour s'échapper de la salle de contrôle par le conduit d'un des écouteurs et rejoint ses maîtres.
Itoh Kata a réussi à sortir de l'abbaye mais il décide d'y retourner car il comprend que Spirou et Fantasio sont encore à l'intérieur. Mais en marchant, il retombe dans une galerie à cause d'une dalle instable, se retrouvant ainsi une nouvelle fois nez à nez avec les hommes de main du Triangle dont le numéro 10 qui se laisse moins abuser par les tours de l'illusionniste. Néanmoins, Itoh Kata parvient à les enfermer tous à nouveau en leur faisant une démonstration. Il retrouve alors Spirou et Fantasio et les trois tentent de retrouver Charles Atan et Renaldo, arpentant des souterrains inconnus dont ils comprennent qu'ils appartenaient autre fois à un grand centre de l'Inquisition. Charles Atan, toujours énervé par les lapins et pigeons d'Itoh Kata, comprend que la partie est perdue et décide de partir en faisant exploser l'abbaye, avec une minuterie réglée sur dix minutes. Il laisse Renaldo suspendu pour lui faire payer ses échecs. 
Les héros trouvent le PC déserté par Charles Atan et découvrent horrifiés la bombe qui doit exploser dans moins d'une minute. Cependant Itoh Kata comprend avec sans froid que la mise à feu, sans électricité, est archaïque et il suffit à Spip d'éteindre la mèche. Ils s'aperçoivent que Renaldo s'est pendu par le poignet au plafond. Cependant ils le laissent ici en attendant de retrouver Charles Atan, qui essaie désespérément d'ouvrir la herse abaissée toute à l'heure pour barrer la route à Spirou et ses amis dans une galerie. Mais la herse se retourne contre lui car à chaque fois la herse retombe avant qu'il n'ai pu rentrer dans sa voiture pour la passer. Il essaie alors de la bloquer mais trop tard car Spirou, Fantasio et Itoh Kata parviennent jusqu'à lui et le capturent, lui annonçant aussi que sa bombe n'a pas pu exploser.
Spirou part chercher Renaldo mais celui-ci a réussi enfin à se libérer quand une énième fois la herse a été remontée, le faisant descendre. Renaldo se cache alors dans le coffre de la voiture qui sort de l'abbaye; et profitant d'une petite distraction de Spirou, Fantasio et Itoh Kata qui sortent de la voiture, en ayant le dos tourné, il vole l'automobile. En l'apparence peu rancunier, il sauve par la même occasion son maître resté à l'intérieur de la Cooper et les deux bandits s'enfuient.
Avec la Honda qui avait permis initialement à Spirou et Fantasio de venir jusqu'à la « ferme l'Alourde », les héros n'ont pas la puissance pour suivre la Cooper et abandonnent rapidement la poursuite. L'histoire se termine quand Itoh Kata, imprudent et qui n'avait peut-être pas compris comment il avait été enlevé initialement, leur distribue des bonbons pris chez eux au début lors de l'explosion de la grenade. Là, Spirou et Fantasio, qui ne savaient pas d'où provenaient ces bonbons, se rappelent leur endormissement après avoir ingéré les bonbons mais trop tard car ils ont en avalé de nouveau avant qu'Itoh Kata ne leur révèle leur provenance. La voiture termine sa course dans une petite prairie en pente jouxtant la route et les trois héros s'endorment à l'intérieur. Seul Spip qui n'en a pas mangé sort fâché de la Honda.

## Personnages
- Spirou
- Fantasio
- Spip
- Itoh Kata
- Charles Atan (première apparition), nommé "Jude Krapo" lors de la prépublication.
- Renaldo (première apparition)
- Monsieur Robert, de l'agence Gallur&Son LTD (première apparition)

## Autour de l'album
La commune de Berg-en-Brousse où s'arrêtent les héros détourne le toponyme réel de Bourg-en-Bresse. Un lieu de ce nom existe également dans la série Les Petits Hommes, d'Albert Desprechins, Mittéï et Pierre Seron.
À l'entrée de Berg-en-Brousse figure une affiche appelant à voter pour un personnage ressemblant à Gaston Lagaffe.

## Publication

### Revues
- Histoire publiée pour la première fois dans Spirou du no 1743 du 9 septembre 1971 au no 1766 du 17 février 1972[3],[4]

### Album
- Édition originale : 52 planches, format normal. Dupuis, (DL 01/1972)[1]
- En 2010, l’histoire est intégrée au neuvième volume de l'Intégrale Spirou et Fantasio : 1969-1972. 240 planches, format normal. Dupuis, (DL 02/2010)  (ISBN 978-2-8001-4654-6)[5]